# Panthera palaeosinensis
Panthera palaeosinensis é uma espécie fóssil de felino do gênero Panthera do final do Plioceno e início do Pleistoceno da província de Henan, norte da China. A espécie foi descrita por Otto Zdansky em 1924 como Felis palaeosinensis. Por muitos anos a espécie foi relacionada como um ancestral do tigre, chegando até mesmo a ser tratada como uma subespécie. A análise cladística, baseada em caracteres osteológicos e dentários, não suporta a relação entre o P. palaeosinensis e o tigre, posicionando a espécie fóssil como basal entre os membros do gênero Panthera.
A datação do P. palaeosinensis é incerta mas tradicionalmente ela é estipulada como sendo do Pleistoceno Inferior ou por volta da fronteira tradicional Plio-Pleistocênica.